# Granat Oramil PO 111
Oramil PO 111 – współczesny, hiszpański granat uniwersalny.
PO 111 jest granatem zaczepnym, który poprzez nałożenie tulei odłamkowej z drutu można przekształcić w granat obronny.